# هنري دورمان
هنري دورمان هو محامي وسياسي أمريكي، ولد في 24 سبتمبر 1916 في راسين في الولايات المتحدة، وتوفي في 9 نوفمبر 1998. نشط حزبياً في الحزب الديمقراطي. وقد انتخب عضو مجلس ولاية ويسكونسن ‏.